# Erozja wodna
Erozja wodna – proces erozyjnego niszczenia powierzchni terenu przez wodę.
- erozja deszczowa (ablacja deszczowa) – spłukiwanie luźnej, wierzchniej warstwy terenu (zwłaszcza cząstek gleby) przez wody deszczowe
- erozja rzeczna - przenoszenie cząstek przez prąd rzeki  bądź falowanie wody:
  - W górnym biegu rzeki występują:
    - erozja wgłębna - polega na wcinaniu się rzeki w koryto rzeczne poprzez niszczenie go przez niesione przez rzekę materiał skalny
    - erozja wsteczna - cofanie się źródeł rzeki w kierunku działu wodnego (może doprowadzić do przejęcia początkowego odcinka innej rzeki tzw. kaptaż).

  - W środkowym biegu rzeki:
    - erozja boczna - podmywanie brzegów rzeki, spowodowane nierównomiernym nurtem rzecznym
    - erozja denna - żłobienie dna rzeki przez płynącą wodę i niesiony przez nią materiał

  - W dolnym biegu rzeki zwykle nad erozją przeważa akumulacja osadów niesionych przez rzekę
- erozja morska (abrazja) – niszczenie brzegów przez falowanie i pływy